# Високопродуктивне насадження сосни з дубом
Високопродуктивне насадження сосни з дубом — ботанічна пам'ятка природи місцевого значення. Об'єкт розташований на території Черкаського району Черкаської області, квартал 139 виділи 1, 7, 11, 19, 21, 23, 34, 35, 36 Руськополянського лісництва.
Площа — 59,4 га, статус отриманий у 1972 році.